# D13
Deportes 13 (también conocido en los medios escritos como D13) es el área deportiva de Canal 13 de Chile, dependiente del departamento de prensa de dicho canal.

## Historia
Nació en 2004, para reposicionar los contenidos deportivos de Canal 13. A partir de octubre de 2017, pasa a depender directamente del departamento de Prensa del canal, dejando de ser un área autónoma. 
Como parte de su identidad Deportes 13 adoptó el tema musical de los Juegos Olímpicos de Múnich 1972 "Olympische-Fanfare Marsch" compuesto por Herbert Reihber, del cual ha utilizado 4 versiones dependiendo de las circunstancias. 
Encabezada por el periodista Marco Antonio Cumsille Eltit -quien trabajó en el diario La Época y creó el clásico programa deportivo Al aire libre de Radio Cooperativa-, dio su primer paso al adjudicarse tal año los derechos para transmitir la Copa América 2004 jugada en Perú.
En 2005 consigue llevar íntegramente por su señal la clasificación de la selección chilena sub-20 a la Copa Mundial de Holanda en el sudamericano de la categoría disputado en Colombia.
Paralelamente, en enero de 2005, da su primer gran golpe en la industria televisiva al quedarse con los derechos de los goles del Campeonato Nacional para programas informativos, lo que le valió una dura polémica con la Asociación Nacional de Televisión y que derivó en un proceso judicial que finalmente falló a favor del poseedor de los derechos sobre el Torneo Nacional (el Canal del Fútbol (CDF) y la Asociación Nacional de Fútbol Profesional (ANFP)).
En julio de 2005, recluta al periodista Aldo Schiappacasse para reforzar su equipo de periodistas y comentaristas, que a esa altura ya contaba con Carlos Caszely, Manuel Fernández, Julio Martínez, Soledad Bacarreza, Claudio Bustíos, Ignacio Valenzuela, Rodrigo Vera, Eugenio Figueroa, Patricio Cornejo y Rodrigo Hernández.
Durante ese año, vence a su competencia Zoom deportivo de TVN con el programa Pelotas, y crea el microespacio D13 Goles dirigido por Renato González y conducido por Ignacio Valenzuela, el que a fin de temporada logra su versión en horario estelar para la exhibición de los goles del campeonato chileno denominada D13 Goles de Primera. Además, D13 se hizo con los derechos para transmitir los partidos más importantes de la Premier League de Inglaterra.
Sin embargo, D13 no pudo emitir los Juegos Panamericanos de 2003, los Juegos Olímpicos de Atenas 2004, las copas mundiales de Alemania 2006 y Sudáfrica 2010, entre otros eventos deportivos, debido a una sanción impuesta por la Organización de Telecomunicaciones de Iberoamérica a Canal 13, entre 2002 y 2010.
En enero de 2006, D13 consigue su segundo logro al quedarse con la licitación de derechos de transmisión de los partidos de la selección de fútbol de Chile para el período 2006-2010 y al jugarse el Mundial de Fútbol de Alemania 2006, logra entregar los goles de la cita futbolística gracias a la gestión de su productor ejecutivo Marco Antonio Cumsille (Canal 13 no podía emitirlos por tener trámites pendientes con la Organización de Televisión Iberoamericana). Este año es cuando D13 se consolida como una de las más grandes áreas deportivas del país,[cita requerida] teniendo incluso una revista que realiza conjuntamente con la productora Agosin.[cita requerida] Además, entrega capacitación a sus integrantes sobre la realización de transmisiones de fútbol relatadas por el realizador español Xavier Garasa Sibis y constantemente se autoevalúa como lo hace en un seminario realizado en marzo de 2006.
El 2007 se inicia con una cobertura al Sudamericano Sub 20 de Paraguay donde figuras como Arturo Vidal y Alexis Sánchez deslumbran por las pantallas de Canal 13 consiguiendo un clasificación al Mundial de la categoría. A Paraguay viaja un equipo conformado por Carlos Caszely, Manuel Fernández, Claudio Bustíos, Renato González (director) y Gonzalo Olmos (productor).
Ese mismo año D13 asume la responsabilidad de transmitir deportes olímpicos y despliega una cobertura sin igual en Canal 13 para los Juegos Panamericanos de Río de Janeiro. A cargo de Marco Antonio Cumsille y Renato González, día a día transmiten las competencias y hacen un seguimiento a los deportistas chilenos. Paralelamente, en Venezuela se desarrolla la Copa América 2007 que acaba pésimo para Chile siendo goleado por Brasil tras un lamentable suceso apodado "El Puerto Ordazo" en referencia a desórdenes provocados por jugadores nacionales en un Hotel en Puerto Ordaz. D13, aunque tenía los derechos de transmisión de la selección, no duda en denunciar esta situación y Rodrigo Vera, periodista que luego viajaría a Río también, logra conseguir el testimonio de una mucama que relata los malos ratos que los pupilos de Nelson Acosta, a la sazón, seleccionador, les hicieron pasar. Esto provoca una crisis en el seleccionado nacional y la necesidad de generar cambios, cuestión que finalmente terminaría con jugadores sancionados y Marcelo Bielsa asumiendo la banca de Chile. Este año también D13 transmite como nunca antes, el Campeonato Mundial de Atletismo, un hito en la televisión chilena ya que tal cobertura no se le había dado a estas citas deportivas. Así Chile, comienza a conocer a figuras de la talla de Powell, Isinbayeva, Tyson Gay y Usain Bolt.
En 2008 es un año marcado por D13, sigue transmitiendo los partidos de clasificatorias rumbo al Mundial de 2010, y además transmite la Eurocopa Austria-Suiza 2008. Para tal ocasión se suman a D13 Néstor Isella y Patricio Yáñez que junto a Aldo Schiappacasse, Carlos Caszely, Manuel Fernández, Ignacio Valenzuela y Eugenio Figueroa, conforman el equipo de transmisión. 2008 también vio nacer a En la barra con Aldo late show deportivo que incluso tuvo emisiones en horario estelar, con muy buena sintonía. Este programa creado por Aldo Schiappacasse, Feisal Sukni, Renato González, Rodrigo Vera y Cristián San Miguel, logra marcar presencia en los televidentes que aún extrañan su desaparición. En la barra... tuvo sus últimos capítulos en la capital de China, Pekín, sede de los Juegos Olímpicos de Verano hasta donde D13 viajó con el más numerosa y mejor equipo que Canal 13 haya dispuesto alguna vez para una cita olímpica.[cita requerida]
El 2011, transmitió la Copa América Argentina 2011 teniendo los derechos junto con TVN, pero cada canal con su respectivo equipo.
En julio de 2012 vuelve a emitir una cita olímpica, en este caso Londres 2012. 
También volvió a emitir un mundial; el de Brasil 2014 tras dos citas mundialeras sin tener transmisión propia. 
En 2015 se hace presente en el Sudamericano Sub-20 disputado en Uruguay y en la Copa América de ese año, realizada en Chile. Al igual que en la Copa América pasada, obtiene los derechos con TVN, pero transmitiendo de manera independiente. En 2016 transmitió la Copa América Centenario en solitario. En 2017 transmitieron la Copa Confederaciones y el Mundial de Atletismo y en 2018 la Fórmula E y el Mundial de Fútbol de Rusia. Desde ese año, transmiten en exclusiva las peleas del boxeador chileno Julio Álamos. 
En 2019, transmitió la Copa América de Brasil en conjunto con TVN en una transmisión en vivo y en forma conjunta con los equipos de ambos canales de televisión abierta.
Además transmitió el atletismo de la Liga de Diamante.
En 2022 Deportes13 vuelve a las pistas, esta vez en las plataformas digitales. El lanzamiento de su nuevo sitio web se hizo el 28 de marzo con un trabajo en conjunto entre el equipo de Medios Digiales de Canal 13 y el equipo digital del departamento de prensa. En octubre del mismo año se adjudicó los derechos de transmisión del Mundial de Qatar 2022 en conjunto con Chilevisión.
A fines de 2024 Deportes13.cl deja de ser un sitio independiente y se incorpora como una sección dentro T13.cl, el sitio web del departamento de prensa de Canal 13. El paso se hizo oficial el 26 de diciembre de 2024.

## Equipo
Deportes 13 estuvo integrado por: Marco Antonio Cumsille (Productor Ejecutivo), Manuel Fernández (Editor Periodístico y Relator) ; Renato González (Director Tv) y Pablo Varas (Director Asistente), Andrés Canales Ivys (Productor General) Francisco Carrasco (Asistente de producción); Patricio Rodríguez (Productor); Rodrigo Vera, Pablo Gómez, Felipe Espina y Luis Marambio (periodistas). Además, D13 cuenta con los comentarios de Juan Cristóbal Guarello y los relatos de Ignacio Valenzuela. En años anteriores formó parte del equipo Soledad Bacarreza y el año 2009 se integró como comentarista Patricio Yáñez en reemplazo de Carlos Caszely, quien deja Deportes 13 en diciembre de 2008. En enero de 2011, se integra a "D13", Juan Cristóbal Guarello como comentarista.[cita requerida] Ad portas de la inauguración de Londres 2012 se integra Karen Bittner desde TVN en reemplazo de Soledad Bacarreza, quien emigra a Directv Sports.
En 2017 salen del equipo Eugenio Figueroa y Claudio Bustíos, miembros históricos de D13. En agosto de 2018 salen algunos de sus rostros principales como Claudio Palma y Aldo Schiappacasse que terminan su vínculo con el canal.